# Silnik pięciosuwowy
Silnik pięciosuwowy – nazwa handlowa silnika czterosuwowego zaopatrzonego w dodatkowy cylinder niskiego ciśnienia, w którym odbywa się rozprężenie produktów spalania z cylindra silnika czterosuwowego.

## Silnik pięciosuwowy
Silnik pięciosuwowy (silnik Millera) stosowano do tej pory jedynie[wymaga weryfikacji?] w samochodach z serii Mazda Eunos 800. Inżynierowie z Ilmor Engineering opracowali w 2003 silnik 5 suwowy, którego wydajność jest większa o około 20 procent w stosunku do tradycyjnych silników czterosuwowych. Nowy, bardziej wydajny benzynowy silnik Ilmor ma oferować zużycie paliwa na poziomie obecnych silników Diesla, a emisja szkodliwych substancji ma być jeszcze niższa. Najprawdopodobniej będzie montowany w miejskich samochodach. Silnik o pojemności 700 ccm będzie miał moc 130 KM i maksymalny moment obrotowy o wartości 165 Nm

## Zasada działania
Podstawowy silnik składa się z dwu mniejszych cylindrów pracujących w cyklu czterosuwowym oraz jednego cylindra niskiego ciśnienia pracującego w cyklu dwusuwowym.
Cylindry ponumerowano w następujący sposób:
1. pierwszy cylinder czterosuwowy
2. cylinder dwusuwowy niskiego ciśnienia
3. drugi cylinder czterosuwowy

| Suw wedle czynnika roboczego | Kąt obrotu wału | Suw 1 cylindra | Proces 1 cylindra | Suw 2 cylindra | Proces 2 cylindra      | Suw 3 cylindra | Proces 3 cylindra |
| ---------------------------- | --------------- | -------------- | ----------------- | -------------- | ---------------------- | -------------- | ----------------- |
| 1                            | 0-180           | 1              | Ssanie            | 2              | Wydech                 | 3              | Praca             |
| 2                            | 180-360         | 2              | Sprężanie         | 1              | Rozprężanie spalin z 3 | 4              | Wydech do 2       |
| 3                            | 360-540         | 3              | Praca             | 2              | Wydech                 | 1              | Ssanie            |
| 4                            | 540-720         | 4              | Wydech do 2       | 1              | Rozprężanie spalin z 1 | 2              | Sprężanie         |
| 5 (oraz 1)                   | 0-180           | 1              | Ssanie            | 2              | Wydech                 | 3              | Praca             |

Jak widać, czynnik roboczy bierze udział w 4 suwach w cylindrze czterosuwowym oraz w 2 suwach cylindra dwusuwowego, przy czym suw wydechu w cylindrze czterosuwowego pokrywa się z suwem rozprężania (pracy) cylindra dwusuwowego.